# Ocotea basirecurva
Ocotea basirecurva är en lagerväxtart som beskrevs av C. K. Allen. Ocotea basirecurva ingår i släktet Ocotea och familjen lagerväxter. Inga underarter finns listade i Catalogue of Life.